# Bryum leptoglyphodon
Bryum leptoglyphodon là một loài rêu trong họ Bryaceae. Loài này được H. Philib. mô tả khoa học đầu tiên năm 1900.